# Auckland Grammar School
Auckland Grammar School er en offentlig skole på New Zealand, kun for drenge. Den ligger i Auckland og der undervises børn i klassetrinene 9-13 (13-18 år gamle). I en bygning ved siden af skolen bor der fast et begrænset antal elever. Skolen blev anlagt i 1868 og er, med sine mere end 2000 elever, en af de største i New Zealand.

## Tidligere elever
- Russell Crowe (1964–), skuespiller
- Sir Raymond Firth (1901–2002), sociolog
- Charles Goldie (1870–1947), kunstner
- Sir Edmund Hillary (1919–2008), opdagelsesrejsende og bjergbestiger. Den første mand på toppen af Mount Everest.
- Sir Kenneth Keith (1937–), Dommer i Den Internationale Domstol
- Sir Leslie Munro (1901–1974), tidligere formand for FN's generalforsamling.